# Оскал-оол, Владимир Базыроолович

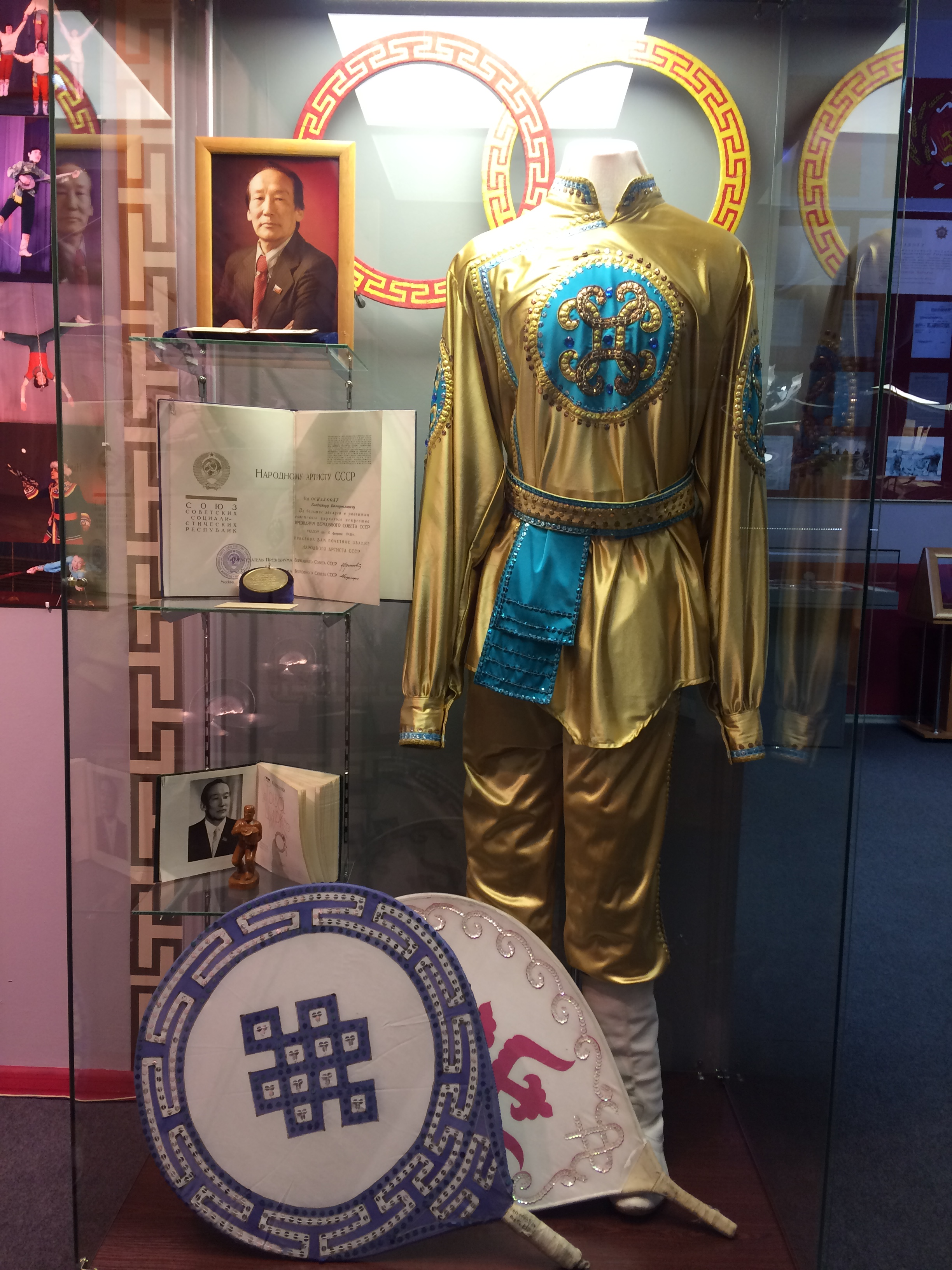
Сценический костюм Оскал-оола В. Б. Из экспозиции Национального музея Республики Тыва «Алдан-Маадыр»

Владимир Базыр-оолович Оскал-оол (настоящее имя — Сат; 1920—1999) — советский тувинский артист цирка (эквилибрист, жонглёр). Народный артист СССР (1980).

## Биография
Родился 31 декабря 1920 года в местности Чаш-Терек (по другим источникам — в местности Кургаг-Кара-Суг) сумона Хондергей (ныне Дзун-Хемчикского кожууна, Тыва, Россия) в многодетной семье бедного скотовода.
Учился в Чаданской школе. В 1939 окончил Государственное училище циркового искусства (Москва).
До 1941 года работал в концертной бригаде Тувинского музыкально-драматического театра в Кызыле.
С 1941 по 1945 год возглавлял организованное им цирковое отделение тувинского театрального училища. Выпускники этого отделения в 1945 году стали основным ядром руководимого В. Оскал-Оолом ансамбля жонглёров и эквилибристов-танцоров на проволоке (с элементами национальных игр, обрядов, обычаев).
Владимир Оскал-оол — первый в Туве артист цирка, родоначальник целой цирковой династии. В составе группы — его жена и партнёрша Дунзенмаа, их дети, Юрий и Майя Оскал-оол-Лозовик, заслуженная артистка Тувинской АССР, внуки Владимир и Долаана Оскал-оол, Маадыр и Саяна Лозовик и др.
Цирковая группа под его руководством постепенно завоевала популярность и стала одной из известных групп Союзгосцирка.
Группа гастролировала в Индии, Бирме, Индонезии, Монголии, Венгрии, Болгарии, ГДР, Франции и др.
Член ВКП(б) с 1940 года. Депутат Верховного Совета Тувинской АССР пяти созывов.
Умер 7 октября 1999 года в Кызыле, в республиканской больнице № 2. Похоронен на городском кладбище.

## Награды и звания
- Заслуженный артист РСФСР (1955)
- Народный артист Тувинской АССР (1963)
- Народный артист РСФСР (1969)
- Народный артист СССР (14.02.1980)[5]
- Орден Ленина (1949)
- Медаль «За трудовую доблесть» (1949)

## Память
- К 90-летию В. Б. Оскал-оола в Национальном музее Тувы им. Алдан-Маадыр была организована выставка его творчества «Легенда тувинского цирка», которая создавалась при активном участии и содействии представителей семейной династии Оскал-оолов.
- В год 100-летия единения Тувы и России в 2014 году младшие представители династии Оскал-оолов организовали в Туве выступления цирка «Золотой дракон», в которых участвовали внучка Владимира Оскал-оола Долаана, ее супруг — гражданин Бельгии Лоик Молл, их дочери Шеннон и Калисса Орлана, а также дрессировщик Евгений Ким, Наталья Грачёва, Наталья и Геннадий Пикулины и другие мастера манежа.
- Тувинский институт гуманитарных исследований издал в 2014 году книгу, посвящённую биографии В. Б. Оскал-оола из серии «Жизнь замечательных людей», поддержанной грантом Русского географического общества. Составитель — доктор культуры В. Ю. Сузукей[2].